# Tieto
Tietoevry (wcześniej TietoEnator) jest międzynarodową firmą wytwarzającą oprogramowanie.
Jest aktywna w około 30 krajach, aktualnie zatrudnia 13 876 pracowników z branży informatycznej, głównie inżynierów oprogramowania. Należy do największych firm europejskich tworzących oprogramowanie na zlecenie. Tieto, oprócz rynku oprogramowania, działa na rynku outsourcingu, świadcząc usługi firmom w zakresie obsługi sieci komputerowych, serwerów, baz danych, bezpieczeństwa informacji itd. Głównym rynkiem operacji firmy jest bankowość, opieka zdrowotna, telekomunikacja i multimedia oraz energetyka.
Firma TietoEnator powstała z połączenia dwóch skandynawskich firm: Tieto Corp. z Finlandii i Enator AB ze Szwecji, 7 lipca 1999.
Po połączeniu firma rozpoczęła swoją ekspansję na Europę, głównie poprzez przejęcia mniejszych firm z branży, czym zdobywała sobie większy rynek i zmniejszała liczbę konkurentów.
| Data             | Firma                                        | Kraj              |
| ---------------- | -------------------------------------------- | ----------------- |
| Maj 2000         | MAS GmbH                                     | Niemcy            |
| October 2000     | European Medical Solutions Group             | Norwegia          |
| Luty 2001        | Rautaruukki, Information Systems Unit        | Finlandia         |
| Maj 2001         | Softema                                      | Finlandia         |
| Czerwiec 2001    | Tietokesko                                   | Finlandia         |
| Lipiec 2001      | TietoEnator ISS                              | Czechy            |
| Wrzesień 2001    | Nokia Networks                               | Finlandia         |
| Grudzień 2001    | Parcomp                                      | Finlandia         |
| Styczeń 2002     | Sampo Group                                  | Finlandia         |
| Kwiecień 2002    | Ementor Financial Systems                    | Norwegia          |
| Czerwiec 2002    | Lietuvos Telekomas                           | Litwa             |
| Wrzesień 2002    | Majiq                                        | Stany Zjednoczone |
| Październik 2002 | Sykora                                       | Czechy            |
| Listopad 2002    | Ericsson                                     | Szwecja           |
| Styczeń 2003     | YLE Broadcasting Company                     | Finlandia         |
| Lipiec 2003      | KPMG Consulting                              | Norwegia          |
| Wrzesień 2003    | TeliaSonera                                  | Szwecja           |
| Grudzień 2003    | Inveos AG                                    | Niemcy            |
| Styczeń 2004     | Ki Consulting & Solutions AB                 | Szwecja           |
| Styczeń 2005     | S.E.S.A.                                     | Niemcy            |
| Styczeń 2005     | ITB                                          | Niemcy            |
| Marzec 2005      | Pentec Ltd                                   | Wielka Brytania   |
| Kwiecień 2005    | ERP-Geschäfte der CSC Austria                | Austria           |
| Lipiec 2005      | AttentiV                                     | Wielka Brytania   |
| Wrzesień 2005    | IT Alise                                     | Łotwa             |
| Grudzień 2005    | Waldbrenner AG                               | Niemcy            |
| Maj 2006         | Telenor Business Consulting                  | Norwegia          |
| Czerwiec 2006    | RTS Networks Sp. z o.o., Szczecin            | Polska            |
| Sierpień 2006    | Topas Consulting GmbH                        | Niemcy            |
| Wrzesień 2006    | Laps Care AB                                 | Szwecja           |
| Wrzesień 2006    | Cymed AG                                     | Niemcy            |
| Styczeń 2007     | BenQ Mobile R&D we Wrocławiu                 | Polska            |
| Styczeń 2007     | Abaris                                       | Szwecja           |
| Luty 2007        | Ericsson design centre, telecom R&D services | Dania             |

W czerwcu 2006 roku firma TietoEnator wykupiła większościowe udziały w szczecińskiej firmie RTS Networks Sp. z o.o. czym weszła na polski rynek, w pół roku później na skutek perturbacji związanych z firmą BenQ, został wykupiony wrocławski oddział rozwoju oprogramowania (formalnie nie było to przejęcie tylko zaproponowanie nowej umowy o pracę wszystkim pracownikom oraz wykupienie własności materialnych).
W swoich centrach we Wrocławiu, Szczecinie i Krakowie Tieto zatrudnia w sumie około 350 osób (początek 2016).
Część Tieto Poland w 2013 roku zostało przejęta przez fundusz inwestycyjny Aurelius tworząc firmę BrightOne.